# Hipótesis del desvanecimiento

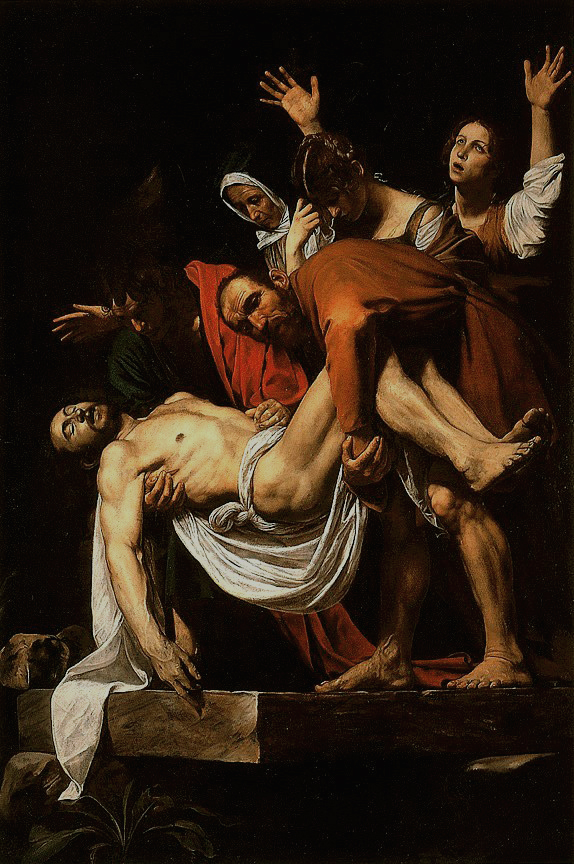
"Santo Entierro" (La deposizione di Gesù, en italiano) por Caravaggio

La Hipótesis del desvanecimiento es cualquiera de una serie de ideas que tienen como objetivo explicar la resurrección de Jesús, proponiendo que él no murió en la cruz, sino que simplemente cayó inconsciente («desmayado»), y más tarde fue revivido en la tumba en el mismo cuerpo mortal.

## SiglosXVIIIyXIX
Entre los primeros defensores de esta teoría está el alemán Karl Friedrich Bahrdt, quien sugirió en torno a 1780 que Jesús deliberadamente fingió su muerte, usando narcóticos proporcionados por el médico Lucas para aparecer como un mesías espiritual y obtener que Israel abandonara la idea de un Mesías político. En esta interpretación de los hechos narrados en los Evangelios, Jesús fue resucitado por José de Arimatea, con quien compartió una conexión a través de una orden secreta de los esenios, un grupo que aparece en muchas de las teorías de este tipo.
Alrededor de 1800, Karl Venturini propuso que un grupo de seguidores vestidos de blanco que estaban con Jesús, miembros de una «sociedad secreta», no habían esperado que él sobreviviera a la crucifixión, pero oyeron gemidos desde el interior de la tumba, donde Jesús había recuperado la conciencia gracias el aire fresco y húmedo. A continuación, alejaron a los guardias asustándolos y lo rescataron.
Un tercer teólogo racionalista, Heinrich Paulus, escribió en sus obras a partir de 1802 en adelante, que él creía que Jesús había caído en un coma temporal y de alguna manera revivió sin ayuda en la tumba. Fue crítico de la hipótesis de la visión y argumentó que los discípulos debieron haber creído que Dios había resucitado a Jesús. Friedrich Schleiermacher hizo suya una forma de la teoría de Paulus a principios de la década de 1830.
Mirza Ghulam Ahmad, fundador del Movimiento Ahmadía del islam, propuso una teoría en su libro de 1899 Jesús en la India que él viajó a India después de sobrevivir a la crucifixión.

## Siglo XX
Michael Baigent, Richard Leigh y Henry Lincoln, en su libro de 1982 Holy Blood, Holy Grail (Santa Sangre, Santo Grial) especularon que  Poncio Pilato fue sobornado para permitir que Jesús fuera bajado de la cruz antes de que estuviera muerto. En 1992, Barbara Thiering exploró la teoría en profundidad en su libro Jesus and the Riddle of the Dead Sea Scrolls (Jesús y el Enigma de la Rollos del Mar Muerto). En 2006, Baigent publicó The Jesus Papers (Los papeles de Jesús), un libro que describe cómo Jesús pudo haber sobrevivido a la crucifixión. Otros defensores de varias teorías similares del siglo XX incluyen:
- Ernest Brougham Docker, If Jesus Did Not Die on the Cross (1920)
- Robert Graves y Joshua Podro, Jesus in Rome (1957)
- Hugh J. Schonfield, The Passover Plot (1965)
- Donovan Joyce, The Jesus Scroll (1972)
- J.D.M. Derrett, The Anastasis: The Resurrection of Jesus as an Historical Event (1982)
- Holger Kersten, Jesus lived in India (1994)
- Andrew Gale (2013)
- David Mirsch, The Open Tomb: Why and How Jesus Faked His Death and Resurrection (2011)

## Siglo XXI
Según una hipótesis del historiador Johannes Fried, en su libro Kein Tod auf Golgatha: Auf der Suche nach dem überlebenden Jesus (No hubo muerte en Gólgota: En busca del Jesús sobreviviente), que se convirtió en un éxito de ventas (best seller) instantáneo en 2019, Jesús no murió a causa de la crucifixión, sino que sobrevivió la tortura, fue crucificado pero no murió en la cruz. Su investigación fue motivada por un estudio de Maximilian Ledochowski y Dietmar Fuchs, de la Universidad Médica de Innsbruck (Die Auferstehung Christi aus medizinischer Sicht [La resurrección de Cristo desde la perspectiva médica], publicado en una revista científica de biología) que formulaba la hipótesis de que la lanza que un soldado romano clavó en el pecho de Jesús habría funcionado, de manera casual, como una punción exitosa de la pleura que le habría salvado la vida. Fried investigó consultando a fisiopatólogos y biólogos moleculares sobre esta posibilidad y tras un análisis de todo el contexto, llegó a la conclusión de que Jesús habría sobrevivido. El historiador Fried parte del hecho de que Jesús fue declarado muerto solo muy pocas horas después de la crucifixión, algo que no sería común porque el método fue diseñado para dar muerte de manera tortuosa durante días. Según la hipótesis de Fried, Jesús se desmayó en la cruz y los soldados creyeron que estaba muerto. El vinagre, que recibió según el relato bíblico para calmar la sed, ayudó a mantener una respiración superficial. Sus amigos lo llevaron a la tumba y cuando se recuperó de su desmayo, unos hombres con túnicas blancas (probablemente esenios) lo rescataron del sepulcro y lo alimentaron. Estos hombres serían los «ángeles» del texto bíblico. Jesús se sumergió en la clandestinidad junto a quienes lo rescataron para protegerse de la potencia romana y de los oponentes judíos y probablemente continuó su vida como jardinero. El relato de la resurrección de la tumba, interpretada de manera sobrenatural se mantiene, porque sería justamente lo que consolida al movimiento de seguidores de Jesús como una religión.
Mientras Fried considera a Juan como el evangelista más confiable y por eso basa su argumentación en su relato, el juicio de la mayoría de los estudiosos es que, no el evangelio de Juan, sino los conocidos colectivamente como evangelios sinópticos (los de Mateo, Marcos y Lucas), que son de fecha anterior, son las principales fuentes de información histórica sobre Jesús. El teólogo católico y profesor de exégesis del Nuevo Testamento en la Universidad Ruhr de Bochum Thomas Söding expresó considerables dudas sobre la competencia de Fried y describió sus comentarios como "sin sentido", "una construcción poco sólida que no resiste al escrutinio científico".

## Perspectiva islámica
Tal vez el mayor defensor de la hipótesis del desmayo en los últimos 20 años ha sido el predicador sudafricano musulmán Ahmed Deedat, cuyo libro Crucifixion or Cruci-fiction (Crucifixión o Cruci-ficción) ha sido ampliamente impreso y distribuido en todo el mundo musulmán.[cita requerida] Toma una mirada crítica a los acontecimientos en los cuatro Evangelios y teoriza un escenario de eventos similares a la hipótesis del desmayo.[cita requerida] La posición islámica sobre el tema de la crucifixión (lo cual es una forma de docetismo) se pone de relieve en el versículo del Corán 4:155: «por su incredulidad por haber proferido contra María una enorme calumnia y por haber dicho: ‹Hemos dado muerte al Mesías, Jesús, hijo de María, el enviado de Alá›, siendo así que no le mataron ni le crucificaron, sino que les pareció así». (A.J. Arberry)

### Perspectiva de Ahmadía del Islam
De acuerdo con los últimos escritos del siglo XIX de Mirza Ghulam Ahmad, el fundador de Ahmadía del Islam, la base teológica de la creencia Ahmadi es que Jesús sólo estaba «desmayado» cuando fue bajado de la cruz. Ahmad argumentó que cuando Jesús fue bajado de la cruz, había caído en un estado similar al estado de «desvanecimiento» de Jonás en el vientre de un pez. Mirza Ghulam Ahmad interpretó la frase en Deuteronomio 21:23: kī qilelat Elohim taluy, «[...] porque maldito por Dios es el colgado», ya que sugiere que «Dios nunca permitiría que uno de sus verdaderos profetas fuera brutalmente asesinado, de tal manera degradante como la crucifixión». Después de su calvario, Jesús fue curado de sus heridas con un especial «ungüento de Jesús» (marham-i ʿIsā).

## Argumentos a favor

### Tiempo corto de Jesús en la cruz
Era raro que un adulto sano crucificado muera en el momento descrito por los Evangelios; el Evangelio de Marcos informa que Jesús fue crucificado a las nueve de la mañana y murió a las tres de la tarde, o sea tan sólo seis horas después de la crucifixión. Pilato se sorprendió al oír que Jesús había muerto tan pronto (Marcos 15:44). El promedio de tiempo de sufrimiento antes de la muerte por crucifixión se especula que era cerca de 2-4 días, y hubo casos reportados donde las víctimas vivían por hasta 9 días. Sin embargo esta cuestionante carece de apoyo, debido a que la posibilidad de agilizarse o retardarse una muerte por pena capitata dependía del tipo de la crucifixión, y de los antecedentes previos a la misma, ya que la posibilidad de mayor agonía tenía una relación inversa con la severidad de la flagelación efectuada, que históricamente era parte del proceso romano. Aunado esta el hecho, que si el castigo era relativamente suave o se encontraba en zonas de alto conflicto insurreccional (como Judea en los tiempos del Pésaj en el siglo I), los soldados romanos buscaban apresurar la muerte de los condenados rompiéndoles las piernas por debajo de las rodillas para asegurar que se asfixiasen por el peso. Si bien los cuatro evangelios parecen coincidir de forma unánime con las fuentes seculares, salvo en el Evangelio de Juan en dichos relatos no se han encontrado de forma detallada el método de la crucifixión de Jesús[cita requerida].

### Conspiración de parte de José de Arimatea
Más apoyo se presta a la teoría, al afirmarse que el cuerpo de Jesús (según los relatos evangélicos) fue llevado rápidamente «lejos y escondido de la vista pública» 
por José de Arimatea lo que considera sospechoso de una posible conspiración para reanimarle aun vivo[cita requerida]. No hay arreglos funerarios elaborados y ninguna visión pública del cadáver. El cuerpo es bajado de la cruz y de inmediato entregado a un discípulo cercano (José de Arimatea), quien transporta el cuerpo de Jesús a una cámara funeraria cercana y vigilada. Un gran problema con esta interpretación es que la ley religiosa judía (Halajá) generalmente prohíbe el embalsamamiento y, por lo tanto, los judíos por lo general entierran a sus muertos lo antes posible: «Los entierros judíos se llevan a cabo lo más rápidamente posible, siguiendo un principio de honrar a los muertos (k'vod hamet)».

### Cuestionamiento de narraciones enEvangelio de Juan
Una de las razones para dudar de esta hipótesis es que el mencionado libro (Juan 19:31.37) muestra que un soldado clavó una lanza en el costado de Jesús antes de ser bajado de la cruz. Sin embargo, los proponentes de la hipótesis consideran que por ser el Evangelio de Juan el último de los cuatro evangelios canónicos, y no poseer ninguno de los tres restantes esta historia, esta debería de carecer de validez[cita requerida]. Sin embargo la suposición ha sido rechazada por algunos de los mismos autores a favor de la teoría, entre ellos Hugh Schonfield. En 1985 el best seller The Passover Plot [El complot de la Pascua], afirmaba que "solo el hecho inesperado de que el soldado romano clavara a Jesús con la lanza arruinó un plan complejo de este para salir vivo de la cruz", aceptando la imposibilidad que este fuera un añadido cristiano posterior, aunque Schonfield admitió: «De ninguna manera afirmamos… que [el libro] representa lo que en realidad sucedió.»
En 1982, los autores del libro Holy Blood, Holy Grail [Santa Sangre, Santo Cáliz] que también desacreditan el Evangelio de Juan como evidencia confesaron: “No pudimos, ni todavía podemos, comprobar la exactitud de nuestra conclusión.”.

## Contraargumentos

### Estado de salud de Jesús
La hipótesis del desmayo ha sido criticada por muchos, incluyendo expertos médicos que, en base al relato dado en el Nuevo Testamento, concluyen que Jesús estaba definitivamente muerto cuando fue bajado de la cruz. Muchos otros consideran poco probable que Jesús fuera capaz de dar una fe inspiradora en los que lo vieron después de apenas sobrevivir a una crucifixión, incluyendo al teólogo racionalista del siglo XIX David Strauss, quien escribió:
Es imposible que un ser que hubiese salido medio muerto del sepulcro, arrastrándose medio muerto y enfermo, necesitando asistencia médica (...) hubiese podido dar a sus discípulos la impresión de que era el vencedor sobre la muerte y el sepulcro, el Príncipe de la Vida; impresión ésta que constituyó la base de su ministerio futuro.

### Argumentos médicos
Usando el trabajo de Samuel Haughton, los comentaristas Frederick Charles Cocine y Josh McDowell argumentaron que la muerte de Jesús en los Evangelios no podría haber sido inventada, ya que el texto muestra el conocimiento médico no disponible en el momento. Haughton escribió que la descripción en el Evangelio de Juan, de la que fluye «sangre y agua» después de que el soldado atravesó el costado con una lanza, fue profético: «(...) Con los casos anteriores, la mayoría de los anatomistas que han dedicado su atención a este tema están familiarizados; (...) pero los dos casos siguientes, aunque fácilmente explicables con principios fisiológicos, no se registran en los libros (excepto por San Juan). Tampoco he tenido la suerte de encontrarme con ellos».
Las autoridades médicas W.D. Edwards, W.J. Gabel y F.E. Hosmer ofreció el siguiente análisis en relación con el griego del Nuevo Testamento y los datos médicos:
Jesús de Nazaret fue sometido a juicios judíos y romanos, fue azotado, y fue condenado a muerte por crucifixión. La flagelación produjo laceraciones profundas en forma de rayas y pérdida de sangre considerable, y es probable que preparó el escenario para el shock hipovolémico, como lo demuestra el hecho de que Jesús estaba demasiado debilitado para llevar el larguero (patíbulo) al Gólgota. En el lugar de la crucifixión, las muñecas fueron clavadas en el patíbulo y, después de que el patíbulo fue levantado sobre el poste vertical (estípite), sus pies fueron clavados en el estípite. El efecto fisiopatológico principal de la crucifixión era una interferencia con la respiración normal. En consecuencia, la muerte se debió principalmente a un shock hipovolémico y el agotamiento por asfixia. La muerte de Jesús fue asegurada por la perforación de la lanza de un soldado en su costado. La interpretación médica moderna de la evidencia histórica indica que Jesús estaba muerto cuando fue bajado de la cruz.